# Sitta cashmirensis
Sitta cashmirensis е вид птица от семейство Sittidae.

## Разпространение
Видът е разпространен в Афганистан, Индия, Непал и Пакистан.